# Порохова

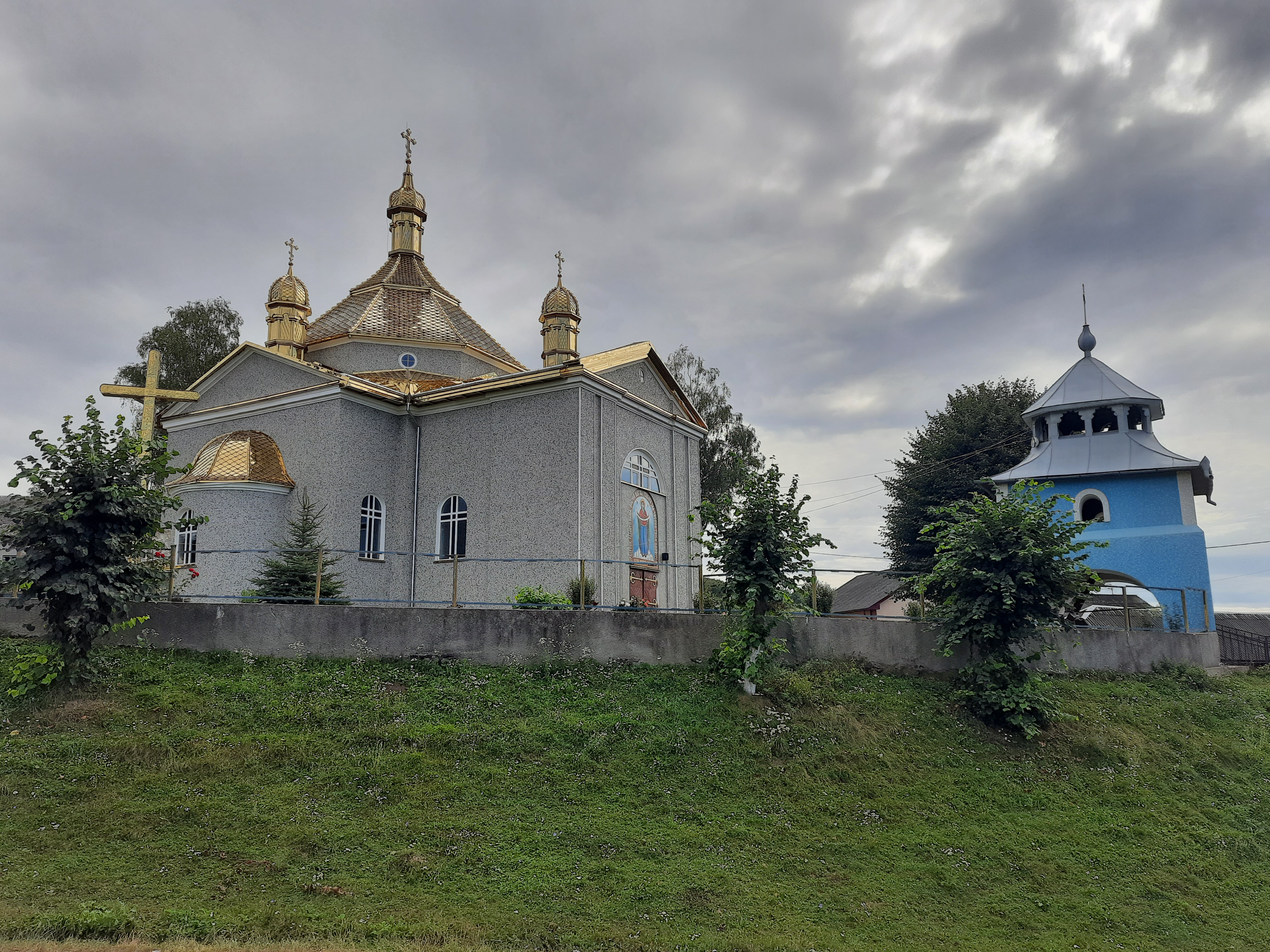
Покровська церква

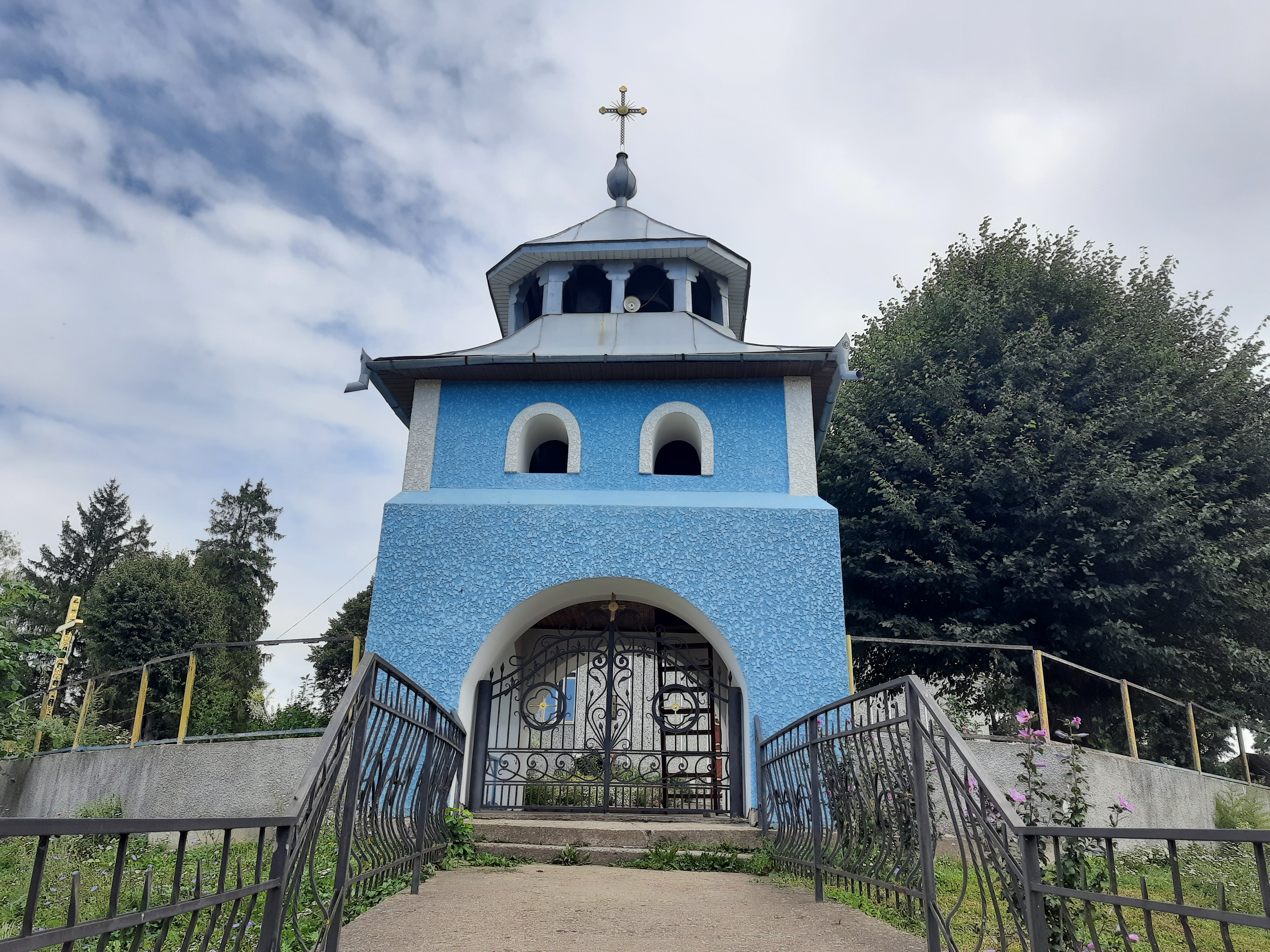
Дзвіниця Покровської церкви

Порохова́ — село в Україні, у Бучацькій міській громаді Чортківського району Тернопільської області. Розташоване на річці Баришка, на півдні району. До 2020 центр сільради. До Порохови приєднано хутір Підвільне.
Населення — 1110 осіб (2007).
У селі є Порохівська травертинова скеля.

## Історія
Поблизу села виявлено археологічні пам'ятки підкарпатської культури шнурової кераміки.
Перша писемна згадка — 1452 р.
12 жовтня 1456 р. в «Найдавніших записах галицьких судів 1435—1475 років» «Актів ґродських і земських» вказано, що Бартош з Язловця (він же Бартош Язловецький, власник поселення) — староста кам'янець-подільський — у випадку невчасного повернення боргу каштеляну галицькому Янові Влодковичу з Княгиничів повинен віддати права (повністю або частково) на bona sua Parchowa.
Діяли філії українських товариств «Просвіта», «Рідна школа» та інших, кооперативи.
1893 року було збудовано дерев'яний костелик (як каплиця публічна на урвищі «Скала», мала назву «Різдва святого Яна Хрестителя», 9 на 7 метрів, з виокремленим захристям, накрита гонтою, розібрана 1930 року через поганий стан; фундатор Артур Целецький, відправляли в ньому ксьондзи з Бариша, приїжджали монахи-салезіани з Пужників.
1906 року тут постала експозитура Бучацького деканату РКЦ, до якої у вересні 1909 приєднали Стінку, Зубрець, 1925 року експозитура стала парафією.
1912 року граф Станіслав Бадені офірував костелові 5 морґів поля (віддалені на 3 км від центру села), на яких стали малий камінний млин, мешкальний будинок, стодола.
У травні 2017 в ЗМІ появилася інформація про те, що планується ремонт 10,5 км відтинку місцевої автодороги Порохова — Космирин у 2017 році.
12 червня 2020 року, відповідно до розпорядження Кабінету Міністрів України № 724-р «Про визначення адміністративних центрів та затвердження територій територіальних громад Тернопільської області» увійшло до складу Бучацької міської громади.
19 липня 2020 року, в результаті адміністративно-територіальної реформи та ліквідації Бучацького району, увійшло до складу новоутвореного Чортківського району.
З 11 грудня 2020 р. належить до Бучацької міської громади.

## Політика

### Парламентські вибори, 2019
На позачергових парламентських виборах 2019 року у селі функціонувала окрема виборча дільниця № 610184, розташована у приміщенні школи.
Результати
- зареєстровано 783 виборці, явка 45,72%, найбільше голосів віддано за «Слугу народу» — 29,30%, за «Європейську Солідарність» — 18,31%, за Радикальну партію Олега Ляшка — 18,03%.[9] В одномандатному окрузі найбільше голосів отримав Микола Люшняк (самовисування) — 32,85%, за Ігоря Сопеля (Слуга народу) — 21,61%, за Романа Василіцького (Об'єднання «Самопоміч») — 10,09%[10].

## Соціальна сфера
Працюють загальноосвітня школа І-ІІІ ступенів, клуб, бібліотека, ФАП, відділення зв'язку, дошкільний заклад, селянська спілка, 5 торгових закладів.

## Пам'ятки
- Будинок (палацик[11]) польських шляхтичів Целецьких (ІІ-а половина XVIII ст., зберігся)
- Церква святої Покрови[d] (1812, мурована; накрита бляхою в 1880[12])
- Костел Матері Божої Цариці (1930 р., архітектор Броніслав Віктор, реставрований 1996)
- капличка
- Символічна могила Борцям за волю України (1991)
- Пам'ятник[d] воїнам-односельцям, полеглим у німецько-радянській війні (1969, реконструйовано 1983).
- Комплексна пам'ятка природи місцевого значення Порохівська травертинова скеля.

## Відомі люди

### Народилися
- Д. Літевчук — науковець.
- Любомир Царик — український вчений у галузях географії та геоекології, громадський діяч.

### Працювали
- Мирослав Попович — український філософ, після звільнення у серпні 1956 з посади директора школи в Золотому Потоці переведений вчителем до школи у с. Порохова.[13]

### Проживали
- Артур Целецький — польський громадський діяч, посол до Галицького Сейму, власник маєтку в селі[14]

### Перебували
- латинський архієпископ Болеслав Твардовський під час візитації 1925 року.[3]

## Світлини

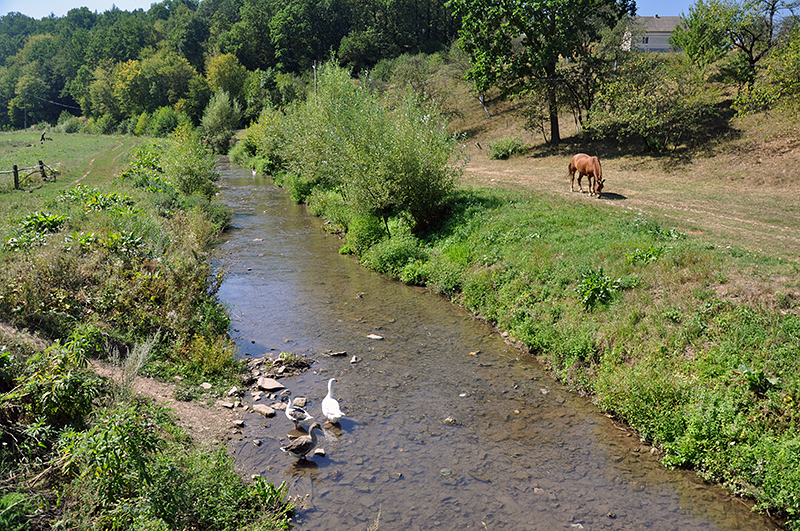
Річка Бариш
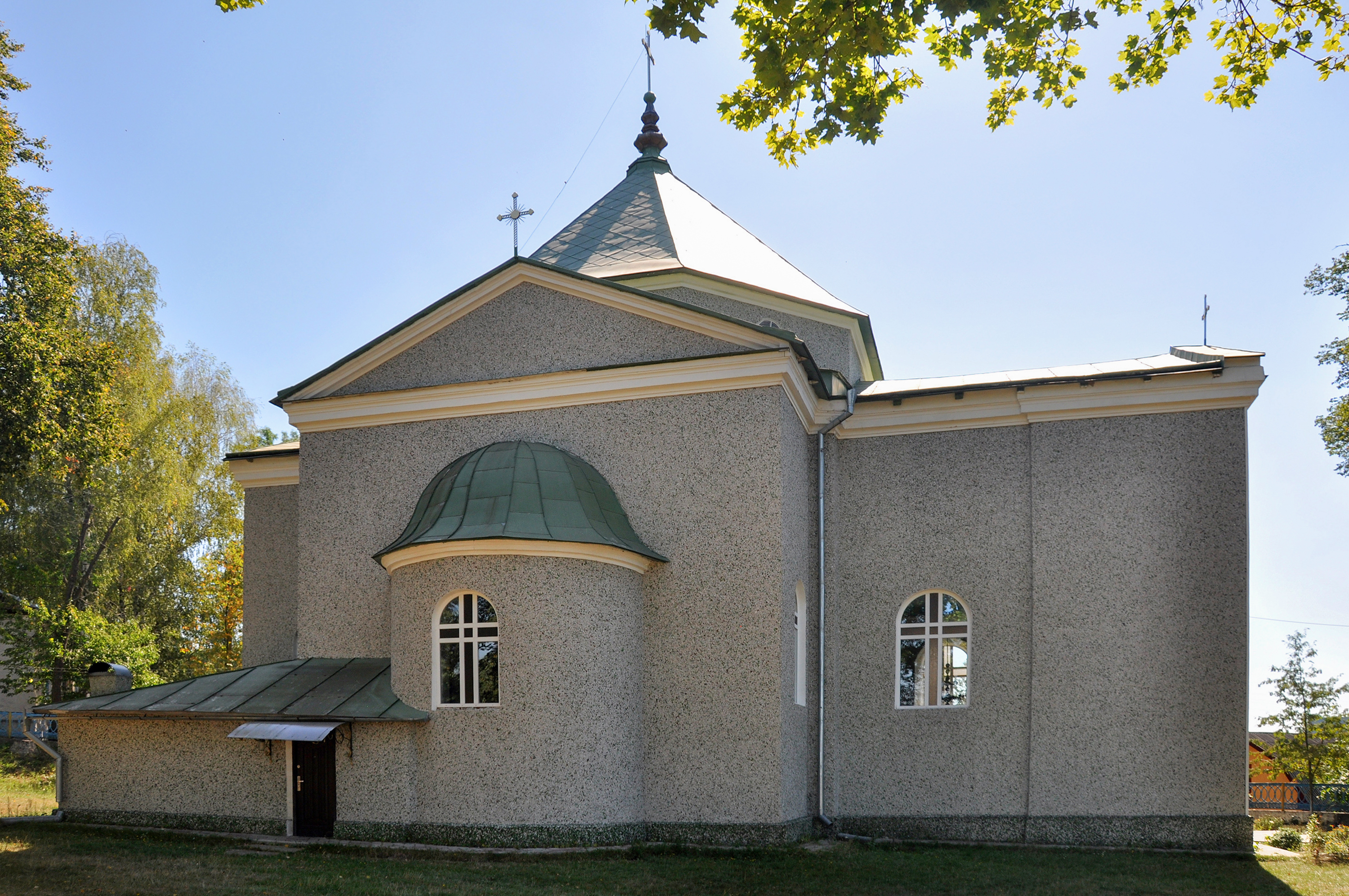
Церква Покрови Пресвятої Богородиці
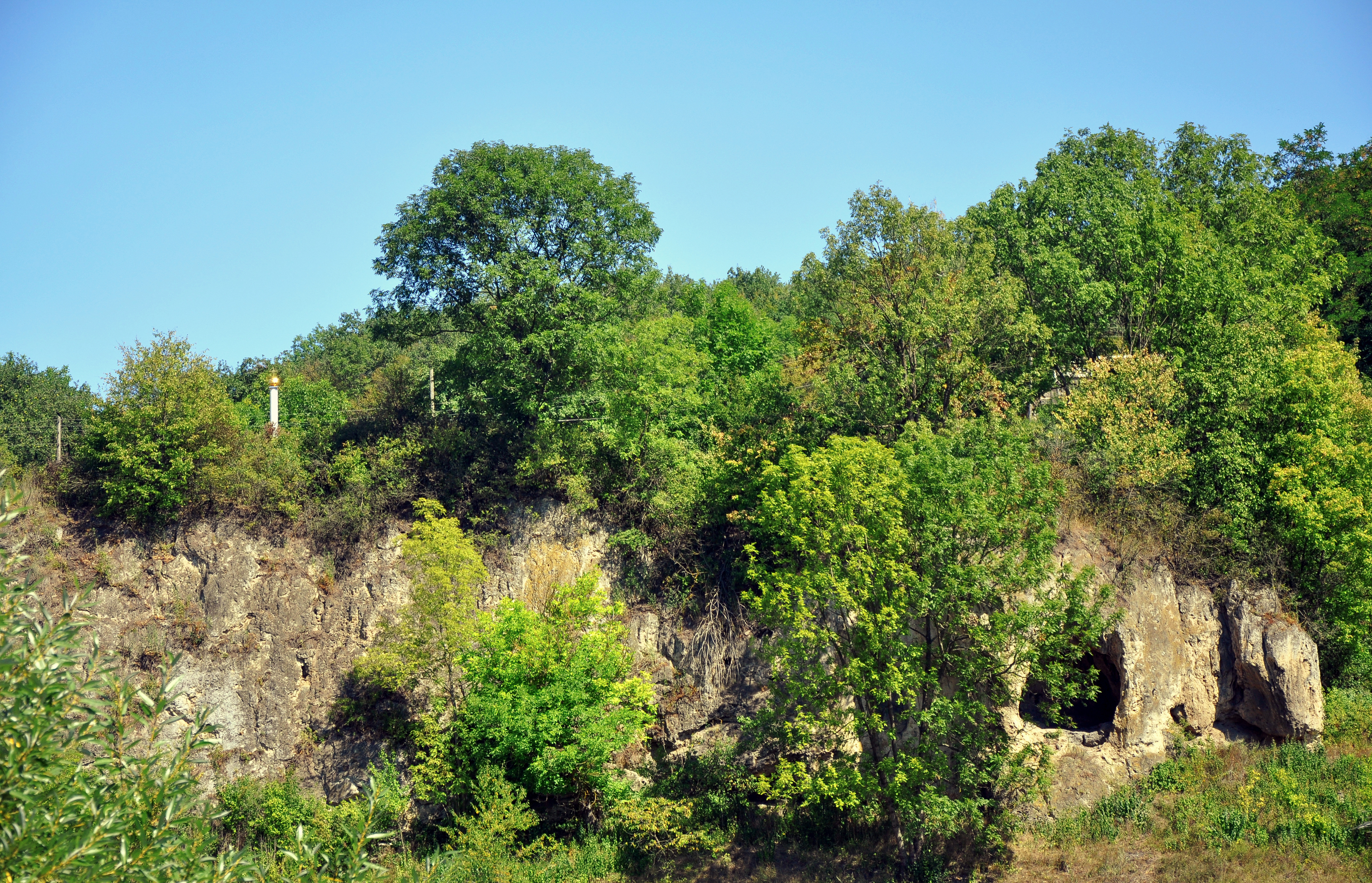
Порохівська травертинова скеля
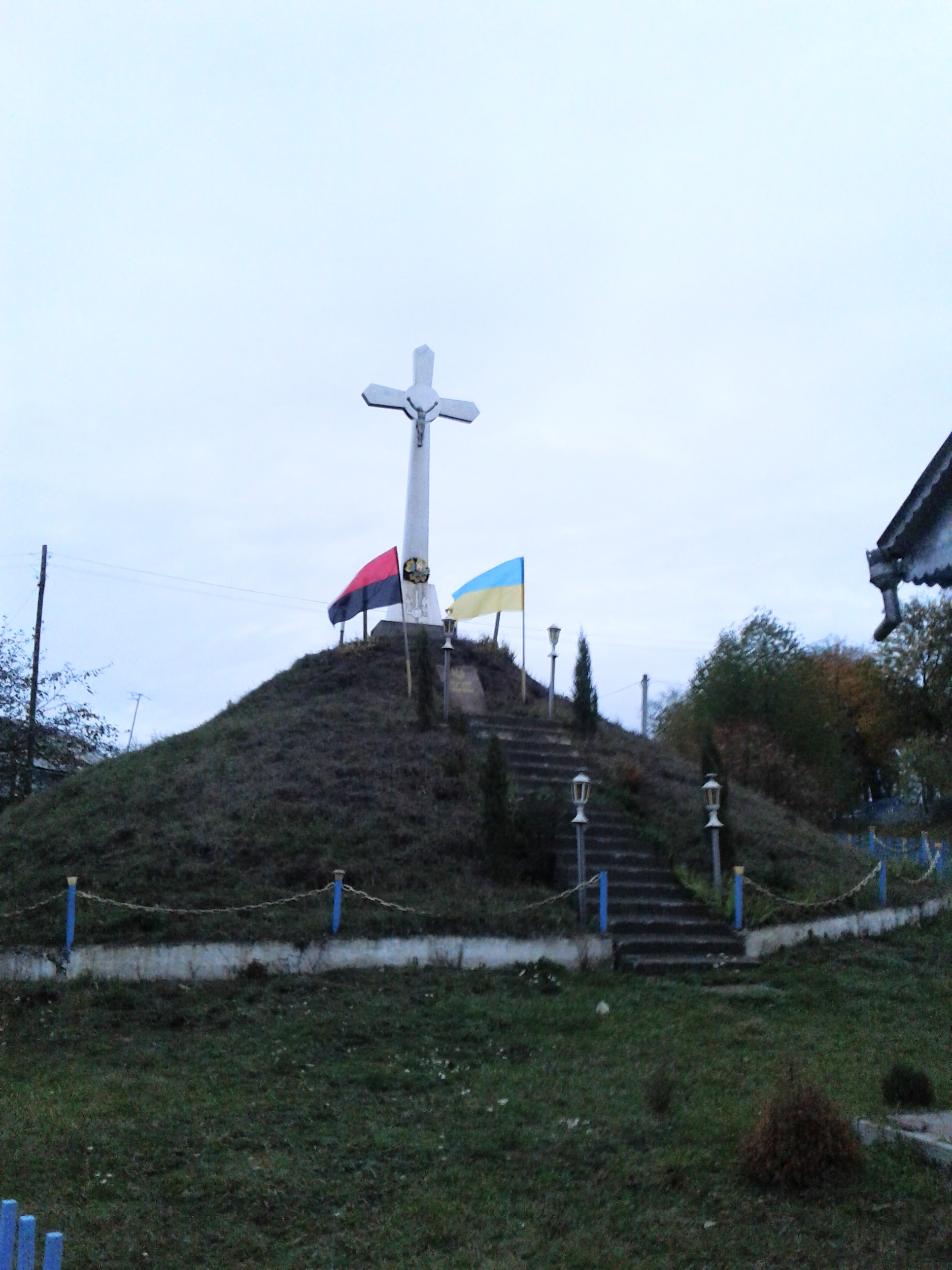
Могила Борцям за волю України